# 程怀亮
程怀亮（也作程知亮、程处亮、程弘亮）（?—?），唐朝凌烟阁二十四功臣之一程知节次子，济州东阿（今山东东阿）人。贞观七年（633年），尚唐太宗第十一女清河公主李德贤，当时清河公主时年十岁。授程怀亮驸马都尉、左卫中郎将、终宁远将军，封东阿县公（卢国公由大哥程处默袭爵），食邑一千户，死后陪葬昭陵。  

## 传记资料
- 《旧唐書》列传第十八·程知节传